# 燻煙劑
燻煙劑是一种由醛類、酚類等化合物组成的物质，燃燒後會釋放出有效成分煙霧，通常為固體，一般直徑小於1mm。如果金屬遇到熱而且超過熔點，會使部分金屬蒸發成蒸氣，之後遇到空氣中的氧氣會造成金屬氧化物。例如：銅、鋁、鎂、鎘、錳、銻、錫都有可能會發生金屬燻煙熱。

## 燻煙的成分
主要由醛類、酚類、醇類、酮類以及環狀碳化氫等化合物组成。燻煙溫度、燻材種類，還有各成分的比例也會產生很大的改變。通常工業比較有可能會遇到燻煙的狀況例如：煉鋼業、煉鋁業

## 危害因子
錳燻煙是危害因子裡面危害程度對大的，而氧化鐵、氧化錳是含量最多其他危害因子還有包刮：氧化鋅、二氧化矽。

## 對人體產生的危害
- 會影響神經系統，造成平衡困難
- 如果濃度暴露，會引起說話不清晰等症狀
- 會影響呼吸道，會引起錳因性肺炎